# Caratê nos Jogos Pan-Americanos de 2019 - Kata por equipes masculino
A categoria kata por equipes masculino foi disputada nas competições do caratê nos Jogos Pan-Americanos de 2019, em Lima. Foi realizada no Polideportivo de Villa El Salvador no dia 9 de agosto.

## Calendário
Horário local (UTC-5).
| Data        | Horário | Fase                |
| ----------- | ------- | ------------------- |
| 9 de agosto | 14:20   | Fase de grupos      |
| 9 de agosto | 16:30   | Disputa pelo bronze |
| 9 de agosto | 17:40   | Final               |

## Medalhistas
|  | PER Peru                                    |  | MEX México                                           |  | BRA Brasil                               |  | ARG Argentina                                     |
|  | John Trebejo Oliver del Castillo Carlos Lam |  | Waldo Ramírez Diego Rosales Jesus Leonardo Rodríguez |  | Guilherme Silva Lucas Santos Victor Mota |  | Sebastián González Luca Impagnatiello Martín Juíz |

## Resultados

### Fase de grupos
Grupo 1
| Atleta                                               | Nação         | Placar |
| ---------------------------------------------------- | ------------- | ------ |
| Waldo Ramírez Diego Rosales Jesus Leonardo Rodríguez | MEX México    | 24.40  |
| Guilherme Silva Lucas Santos Victor Mota             | BRA Brasil    | 23.86  |
| Sebastián González Luca Impagnatiello Martín Juíz    | ARG Argentina | 23.72  |

Grupo 2
| Atleta                                           | Nação         | Placar |
| ------------------------------------------------ | ------------- | ------ |
| John Trebejo Oliver del Castillo Carlos Lam      | PER Peru      | 24.20  |
| Alejandro Ramírez Danny Díaz Samuel Giraldo      | COL Colômbia  | 22.92  |
| Alejandro Hernández Daniel Lira Franklin Sánchez | NIC Nicarágua | 21.40  |

### Finais
Disputa pelo bronze
| Atleta                                           | Nação         | Placar |
| ------------------------------------------------ | ------------- | ------ |
| Guilherme Silva Lucas Santos Victor Mota         | BRA Brasil    | 24.42  |
| Alejandro Hernández Daniel Lira Franklin Sánchez | NCA Nicarágua | 0.00   |

| Atleta                                            | Nação         | Placar |
| ------------------------------------------------- | ------------- | ------ |
| Sebastián González Luca Impagnatiello Martín Juíz | ARG Argentina | 24.98  |
| Alejandro Ramírez Danny Díaz Samuel Giraldo       | COL Colômbia  | 24.04  |

Disputa pelo ouro
| Atleta                                               | Nação      | Placar |
| ---------------------------------------------------- | ---------- | ------ |
| John Trebejo Oliver del Castillo Carlos Lam          | PER Peru   | 25.48  |
| Waldo Ramírez Diego Rosales Jesus Leonardo Rodríguez | MEX México | 24.20  |